# Baryssinus bilineatus
Baryssinus bilineatus är en skalbaggsart som beskrevs av Bates 1864. Baryssinus bilineatus ingår i släktet Baryssinus och familjen långhorningar. Inga underarter finns listade.